# Roccaraso
Roccaraso är en ort och kommun i regionen Abruzzo i provinsen L'Aquila i centrala Italien. Kommunen hade 1 661 invånare (2018).

## Sport och fritid
Juniorvärldsmästerskapen i alpin skidsport 2012 avgjordes här.